# کیسارورزل
کیسارورزل، روستایی است از توابع بخش مرکزی شهرستان رشت در استان گیلان ایران.

## جمعیت
این روستا در دهستان لاکان قرار دارد و براساس سرشماری مرکز آمار ایران در سال ۱۳۸۵، جمعیت آن ۴۱۹ نفر (۹۶خانوار) بوده‌است.